# Juan Claros Alonso Pérez de Guzmán el Bueno
Juan Claros Alonso Pérez de Guzmán el Bueno (Sanlúcar de Barrameda, 19 de marzo de 1642 - Madrid, 17 de diciembre de 1713), XI duque de Medina Sidonia y grande de España, fue un noble español perteneciente a la casa de Medina Sidonia.

## Biografía
Hijo de Gaspar Alonso Pérez de Guzmán, IX duque de Medina Sidonia, y de Juana Fernández de Córdoba y Enríquez de Ribera, ostentó los títulos de I marqués de Valverde, XVIII conde de Niebla, XI duque de Medina Sidonia y IX marqués de Cazaza en África.
Se casó en 1668 con Antonia Teresa Pimentel (1646-1677), hija del XI conde y VIII duque de Benavente. 
- Le sucedió su único hijo Manuel Alonso (1671-1721).

Se casó una segunda vez en 1678 con María Sinforosa Núñez de Guzmán y Vélez de Guevara, IV duquesa de Medina de las Torres, III duquesa de Sanlúcar la Mayor, IV marquesa de Toral. Sin descendientes de este matrimonio. 
Durante el reinado de Carlos II fue virrey de Cataluña entre 1690 y 1693, consejero de estado desde 1699, su último  Mayordomo mayor en ese año y luego, al llegar al trono Felipe V, éste lo sustituyó por el marqués de Villafranca y le hizo Caballerizo mayor.